# 京特·普里恩
京特·普里恩（德語：Günther Prien，1908年1月16日—1941年3月7日）是纳粹德国海军最成功的潜艇指挥官之一，曾經指挥U-47号潜艇潜入英國军隊戒备森严的本土艦隊母港——斯卡帕湾，并且击沉敵方戰鬥艦──皇家橡樹號，之后全身而退，成为德国家喻户晓的战争英雄。於被1941年3月被敌军击沉前，他一共击沉了31艘船只，总吨位达191,919噸，在所有U舰指挥官中排第3位。

## 早年
普里恩出生於普魯士邦萨克森省的奥斯特尔费尔德，父親為一位法官，家有三個孩子。父母離異後，普里恩於萊比錫度過了童年，並在1923年加入了德國商船隊（Handelsmarine），還在漢堡芬克威爾德（Finkenwerder）研習三個月的水手訓練，後以船上服務員的身份乘「漢堡號」三桅帆船出海，先後前往了亚速尔群岛、彭萨科拉、荷巴特和法爾茅斯等地。1925年10月，普里恩在前往科克的航程中碰上了暴風雨，後於都柏林附近擱淺，船被放棄，一行人遇難。後來普里恩等人獲救，被轉送至不来梅哈芬，之後再回到了漢堡，由於普里恩此行的紀錄，他獲得了比原預計多六個月的工資。
經過幾年水手的學習與工作後，普里恩通過了海員考試，獲得證書，成了漢堡到舊金山客輪的四副，不過他剛一上任，就發生了與另一艘船隻——「卡爾斯魯厄號」（Karlsruhe）相撞的事故，雖然僥倖平安無事，但普里恩因此而上了法庭，最終法院判決該事故為天氣所致，普里恩並無責任。
1932年1月，普里恩通過了船長考試，獲得其資格，但因為德國發生了經濟大恐慌，航運業嚴重萎縮，普里恩因此失業。他回到萊比錫，但依舊找不到工作，不得不向援助委員會求助。出於認定政府的無能與腐敗，導致德國經濟崩潰的憤怒，普里恩於1932年3月加入了納粹黨（根據《In Wolf Pack: The Story of the U-Boat in World War II》一書的描述，德國海軍不接受親衛隊或納粹黨成員加入，普里恩後來也因此放棄了他的黨籍）。普里恩後來於1932年8月加入弗格茨贝格（Vogtsberg）的勞動軍，在那裡挖了幾個月的壕溝，而後地位逐漸上升，成了副營長。
後來聽到了海軍正招收民間商船人員，普里恩便申請加入德國海軍。1933年1月16日，普里恩以軍校學生的身份成為德國海軍的一員。他接受正規訓練，並在輕巡洋艦「柯尼斯堡號」（Königsberg）上服役，後被派至基爾的潛艇訓練學校。受訓結束後，普里恩被任命為U-26號潛艇的第一值更官，在1937年時還曾兩度前往正爆發內戰的西班牙附近海域巡弋（5月6日至6月15日和7月15日至8月30日）。
普里恩的軍階隨著時間穩定晉升，1933年時成了見習軍官，1935年1月1日成為准尉；同年4月1日，成了少尉；1937年1月1日，再晉升為中尉；1939年2月1日，普里恩晉升上尉，並發配到新型的VII級潛艇「U-47號」上擔任艇長。1939年，普里恩與茵格波格（Ingeborg）結婚，育有兩女——比尔吉特（Birgit）與達格瑪（Dagmar）。

## 二次大戰

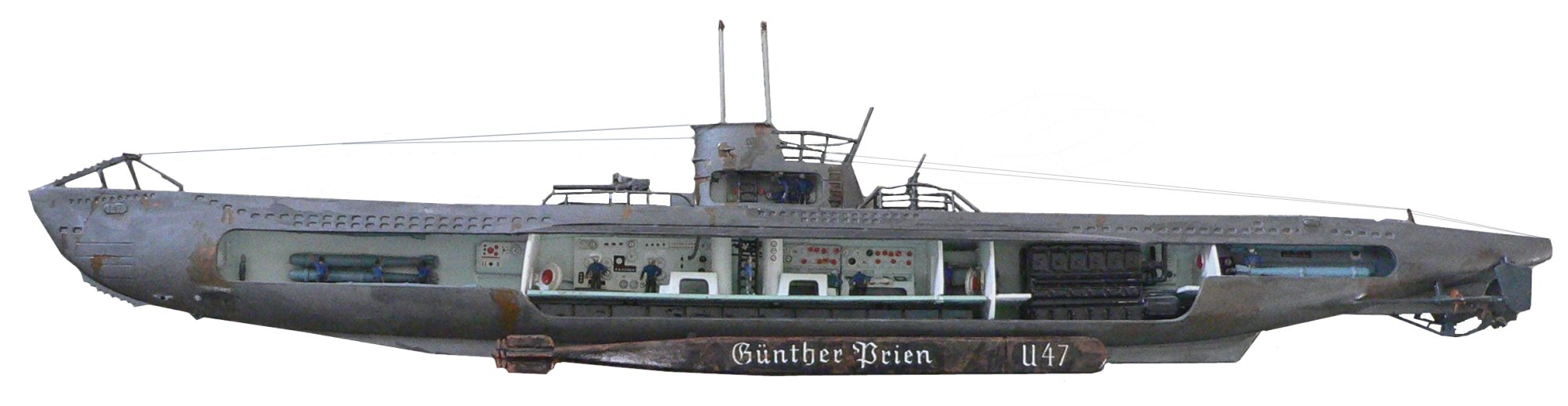
VII級潛艇「U-47號」，普里恩指揮的潛艇。

### 首次巡航
二次大戰開始後，普里恩指揮U-47，開始了第一次巡航作戰。1939年8月19日，U-47離開了基爾母港，在海上呆了28天。9月5日，普里恩擊沉英國商船「波士尼亞號」（Bosnia），為戰爭開始後第二艘被德軍潛艇击沉的船隻。接連兩天，又有兩艘英船成了普里恩的戰果。9月15日，普里恩返回基爾母港。

### 第二次巡航與奇襲斯卡帕灣

普里恩於英軍斯卡帕灣的潛行與返航路線圖。

1939年10月14日，普里恩冒著不利的淺水灣、暗礁、海流與敵人守軍等不利條件，潛入了英國皇家海軍的主要港口——斯卡帕灣。雖然大部分駐於該港的「本土艦隊」船隻都已前往海上作戰，普里恩還是發現了停泊中的英軍戰艦「皇家橡樹號」，迅速將其擊沉，並成功從斯卡帕灣脫身。普里恩擊沉皇家橡樹號的功績使他一戰成名，阿道夫·希特勒親自獲頒了騎士鐵十字勳章給普里恩，後者成為潛艇部隊第一位、同時也是德國海軍中第二位獲得此勳章的人物。普里恩因此戰獲得了「斯卡帕灣的公牛」（Der Stier von Scapa Flow）一綽號，U-47的指揮塔上也如其名，畫了一隻鼻子噴氣的公牛圖案，後來的第7潛艇艦隊也採用此標誌作為隊徽。
值得一提的是，普里恩在斯卡帕灣的行動中一共發射了7枚魚雷攻擊，但其中有5枚因自行下沉和磁性雷管系統出了問題而失靈，德國海軍部對此加以隱瞞。實際上魚雷的問題困擾了德國海軍好一段時間，特別是在入侵挪威的「威瑟演習作戰」中，潛艇部隊也因此失去許多重創英國海軍的機會，前者士氣也頗受影響。
普里恩將本次攻擊紀錄於《我的斯卡帕灣之路》（Mein Weg nach Scapa Flow）一書，該書於1940年由柏林德意志出版社（Deutscher Verlag）出版。

### 第三次巡航
1939年11月16日，U-47號潛艇再度離開基爾出擊。1939年11月28日，U-47襲擊了一艘英國巡洋艦，普里恩確定目標為倫敦級巡洋艦，他發射了三枚魚雷，並認定至少有一枚擊中目標。普里恩透過潛望鏡觀看巡洋艦的船尾有爆炸的水花，但該艦尚未被擊毀，並開始移動，普里恩試著加以追趕，但被該艦的深水炸彈所攻擊，不得不撤退。後來得知，這艘巡洋艦是「諾福克號」（HMS Norfolk (78)），它因為普里恩的魚雷在離艦體非常近的距離就自行引爆了，所以傷勢極為輕微。這場行動後來於1939年11月29日被《國防軍日報》所報導，宣稱擊毀了英軍巡洋艦。潛艇總司令部（Befehlshaber der U-Boote）的戰報也於1939年12月17日如此宣稱，儘管該巡洋艦並未真的被擊沉。
1939年12月5日，U-47發現了一支由3艘驅逐艦和12艘商船組成、正前往布宜諾斯艾利斯的「OB 46」船團。普里恩發射了三枚魚雷，擊沉了英國輪船「納瓦索塔號」（Navasota），共37名水手因此陣亡。隔天晚上8點29分，挪威籍輪船「布麗塔號」（Britta）被擊沉，6名船員死亡。12月7日，荷蘭船「塔扬多恩號」（Tajandoen）也被普里恩擊沉。1939年12月8日，由於潛艇僅剩下回程的燃料，潛艇總司令部便下令U-47返航。12月18日，U-47回到了基爾。潛艇總司令部根據普里恩的說詞，刊登了如下戰報：
1. 不明輪船：12,000噸
2. 挪威籍油輪：10,000噸
3. 荷蘭籍油輪：9,000噸

共計31,000噸，加上一艘英軍軍艦被擊傷，不過實際擊沉噸數僅23,168噸。

### 末路
1940年7月2日，普里恩擊沉了搭乘1200名德國和義大利平民和86名戰俘、即將開到加拿大關押的「阿蘭多拉星號」（Arandora Star），造成超過800人喪命。後來經過幾度的巡弋和取得戰果，普里恩於1940年獲得了橡葉騎士鐵十字勳章。1941年3月1日，普里恩晉升海軍少校。
1941年3月7日，U-47在攻擊「OB-293」船團的行動中失蹤了。目前普遍認為是被英軍「狼獾號」驅逐艦（Wolverine）擊沉於愛爾蘭西部，普里恩共受到狼獾號和「真理號」驅逐艦的連續攻擊，兩艘輪流用聲納進行探測和投擲深水炸彈，U-47在被擊沉前還一度上升到水面附近，後來發生了爆炸，海平面上出現了橘紅色的閃光。截至目前為止，尚未有正式的記錄敘述U-47與它艦上45名乘員究竟發生了什麼事，存在多種可能性，包括被盟軍的水雷炸沉，潛艇本身發生機械故障，被自己發射的魚雷擊中，或者被後來實施攻擊的護衛艦「山茶花號」（Camellia）或「楊梅號」（Arbutus）擊沉。
普里恩陣亡的消息一直受到保密，直到5月23日，英國首相溫斯頓·邱吉爾於下議院親自宣佈此事，德國海軍才承認此事。
普里恩在海上出擊不滿兩年，共在238天內擊沉30敵船，總計193,808噸，為第二次世界大戰德國海軍最成功的潛艇王牌艇長之一。

## 獲獎
- 第四級國防軍長期服務勳章（1937年1月22日頒授）[14]
- 鐵十字勳章（1939年）
  - 二級（1939年9月25日）[14]
  - 一級（1939年10月17日）[14]
- 鑽石級U舰作战章 [15]
- 鑲鑽海軍榮譽匕首[15]
- 橡葉騎士鐵十字勳章
  - 1939年10月18日以上尉身份指揮U-47號潛艦，獲得騎士十字勳章[16]
  - 1940年10月20日以上尉身份指揮U-47號潛艦，獲得橡葉騎士十字勳章，為該勳章第五位獲得者[16]
- 八次被《國防軍日報》所報導（1939年11月29日，1940年6月28日，1940年7月1日，1940年7月6日，1940年9月10日，1940年9月25日，1940年10月20日，1941年5月23日）

## 戰果
| 日期           | 船隻                  | 隸屬國家 | 噸     | 結果                                        |
| -------------- | --------------------- | -------- | ------ | ------------------------------------------- |
| 1939年9月5日   | 波士尼亞號            | 英國     | 2,407  | 被擊沉於45°29′N 09°45′W / 45.483°N 9.750°W  |
| 1939年9月6日   | 里歐·克拉羅號         | 英國     | 4,086  | 被擊沉於46°30′N 12°00′W / 46.500°N 12.000°W |
| 1939年9月7日   | 卡塔馮號              | 英國     | 1,777  | 被擊沉於47°04′N 11°32′W / 47.067°N 11.533°W |
| 1939年10月14日 | 皇家橡樹號戰艦        | 英國     | 29,150 | 被擊沉於58°55′N 02°59′W / 58.917°N 2.983°W  |
| 1939年11月28日 | 諾福克號巡洋艦        | 英國     | 10,035 | 擊傷                                        |
| 1939年12月5日  | 諾瓦索塔號            | 英國     | 8,795  | 被擊沉於50°43′N 10°16′W / 50.717°N 10.267°W |
| 1939年12月6日  | 布麗塔號              | 挪威     | 6,214  | 被擊沉於49°19′N 05°35′W / 49.317°N 5.583°W  |
| 1939年12月7日  | 塔傑多恩號            | 荷蘭     | 8,159  | 被擊沉於49°09′N 04°51′W / 49.150°N 4.850°W  |
| 1940年3月25日  | 布麗塔號              | 丹麥     | 1,146  | 被擊沉於60°00′N 04°19′W / 60.000°N 4.317°W  |
| 1940年6月14日  | 巴爾莫勒爾木號        | 英國     | 5,834  | 被擊沉於50°19′N 10°28′W / 50.317°N 10.467°W |
| 1940年6月21日  | 聖費爾南多號          | 英國     | 13,056 | 被擊沉於50°20′N 10°24′W / 50.333°N 10.400°W |
| 1940年6月24日  | 凱塞琳號              | 巴拿馬   | 1,885  | 被擊沉於50°08′N 14°00′W / 50.133°N 14.000°W |
| 1940年6月27日  | 琳達號                | 挪威     | 4,005  | 被擊沉於50°12′N 13°18′W / 50.200°N 13.300°W |
| 1940年6月27日  | 萊蒂西亞號            | 荷蘭     | 2,580  | 被擊沉於50°11′N 13°15′W / 50.183°N 13.250°W |
| 1940年6月29日  | 大嘴鳥帝國號          | 英國     | 4,421  | 被擊沉於49°20′N 13°52′W / 49.333°N 13.867°W |
| 1940年6月30日  | 吉歐斯·克里阿級歐斯號 | 希臘     | 4,201  | 被擊沉於50°25′N 14°33′W / 50.417°N 14.550°W |
| 1940年7月2日   | 阿蘭多拉星號          | 英國     | 15,501 | 被擊沉於55°20′N 10°33′W / 55.333°N 10.550°W |
| 1940年9月2日   | 蒙斯號                | 比利時   | 7,463  | 被擊沉於58°20′N 12°00′W / 58.333°N 12.000°W |
| 1940年9月4日   | 泰坦號                | 英國     | 9,035  | 被擊沉於58°14′N 15°50′W / 58.233°N 15.833°W |
| 1940年9月7日   | 海王星號              | 英國     | 5,155  | 被擊沉於58°27′N 17°17′W / 58.450°N 17.283°W |
| 1940年9月7日   | 何塞·拉里納卡號       | 英國     | 5,303  | 被擊沉於58°30′N 16°10′W / 58.500°N 16.167°W |
| 1940年9月7日   | 古羅號                | 挪威     | 4,211  | 被擊沉於58°30′N 16°10′W / 58.500°N 16.167°W |
| 1940年9月9日   | 波賽頓號              | 希臘     | 3,840  | 被擊沉於56°43′N 09°16′W / 56.717°N 9.267°W  |
| 1940年9月21日  | 艾姆班克號            | 英國     | 5,156  | 被擊傷於55°20′N 22°30′W / 55.333°N 22.500°W |
| 1940年10月19日 | 烏干達號              | 英國     | 4,966  | 被擊沉於56°35′N 17°15′W / 56.583°N 17.250°W |
| 1940年10月19日 | 希拉克號              | 比利時   | 6,023  | 被擊傷於57°00′N 16°53′W / 57.000°N 16.883°W |
| 1940年10月19日 | 溫貝號                | 英國     | 4,947  | 被擊沉於56°45′N 17°07′W / 56.750°N 17.117°W |
| 1940年10月20日 | 拉·埃斯坦西亞號       | 英國     | 5,185  | 被擊沉於57°N 17°W / 57°N 17°W               |
| 1940年10月20日 | 惠特福德點號          | 英國     | 5,026  | 被擊沉於56°38′N 16°00′W / 56.633°N 16.000°W |
| 1940年10月20日 | 阿羅蒙拉克號          | 英國     | 8,995  | 被擊傷於56°45′N 15°58′W / 56.750°N 15.967°W |
| 1940年11月8日  | 貢薩洛·維利烏號       | 葡萄牙   | 8,995  | 被擊傷於52°30′N 17°30′W / 52.500°N 17.500°W |
| 1940年12月2日  | 阿爾隆號              | 比利時   | 7,555  | 被擊沉於55°00′N 18°30′W / 55.000°N 18.500°W |
| 1940年12月2日  | 海螺號                | 英國     | 8,376  | 被擊傷於55°40′N 19°00′W / 55.667°N 19.000°W |
| 1940年12月2日  | 鄧斯利號              | 英國     | 8,376  | 被擊傷於54°41′N 18°41′W / 54.683°N 18.683°W |
| 1941年2月26日  | 卡松戈號              | 比利時   | 5,254  | 被擊沉於55°50′N 14°20′W / 55.833°N 14.333°W |
| 1941年2月26日  | 蒂阿拉號              | 英國     | 8,106  | 被擊傷於55°50′N 14°00′W / 55.833°N 14.000°W |
| 1941年2月26日  | 利德波隆姆號          | 瑞典     | 3,197  | 被擊沉於55°32′N 14°24′W / 55.533°N 14.400°W |
| 1941年2月26日  | 波格蘭德號            | 挪威     | 3,636  | 被擊沉於55°45′N 14°29′W / 55.750°N 14.483°W |
| 1941年2月28日  | 霍姆里號              | 英國     | 4,233  | 被擊沉於54°24′N 17°25′W / 54.400°N 17.417°W |
| 1941年3月7日   | 泰耶維根號            | 英國     | 8,106  | 被擊傷於60°00′N 12°50′W / 60.000°N 12.833°W |